# Кодема
Ко́дема (укр. Кодема) — село в Светлодарской городской общине Бахмутского района Донецкой области Украины.

## Географическое положение
Расположено в 16 км от районного центра и железнодорожной станции Бахмут.

## История
Кодема основана в XVII веке. Советская власть установлена в декабре 1917 года. Созданный тогда Совет крестьянских депутатов возглавил Ф. Гаргола.
В Великой Отечественной войне участвовали 187 жителей села, 93 из них погибли, 111 были награждены орденами и медалями. На братской могиле воинов, павших при освобождении села, установлен обелиск.
В 1970-е годы — центр колхоза «Шлях до комунiзму», за которым были закреплены 3675 га сельскохозяйственных угодий, в том числе 2874 га пахотных земель. Хозяйство специализировалось на выращивании зерновых и разведении молочного скота. В селе располагалась восьмилетняя школа, дом культуры, библиотека, фельдшерско-акушерский пункт, детские ясли-сад, почтовое отделение, магазин, сберкасса.
6 сентября 2022 года село было захвачено ЧВК «Вагнер».

## Население
Население по переписи 2001 года составляет 590 человек.